# Orientalicesa
Orientalicesa (лат.) — род одиночных ос (Eumeninae). Юго-Восточная Азия.

## Описание
Осы средних размеров (около 1 см). Основная окраска чёрная со светлыми отметинами. Взрослые самки охотятся на личинок насекомых, которые служат кормом для развития собственных личинок осы. От близких родов отличаются следующими признаками: переднее крыло с третьей субмаргинальной ячейкой, отделенной от вершины маргинальной ячейки на расстояние притмерно равное её собственной длины; стернит VII самца без отростка. Проподеум с приподнятой полочковидной частью почти на уровне метанотума, метанотум плоский.

## Классификация
Название рода Orientalicesa предложено в 2010 году для замены преоккупированного имени Kennethia Giordani Soika, 1994, сходного с Kennetia в оригинальном описании этого рода. Поскольку это название уже было занято ракушковым ракообразным рода Kennethia De Deckker, 1979 из семейства Notodromadidae, таксономисты предложили замещающее название Orientalicesa (Koçak and Kemal, 2010).
- Orientalicesa bicolorata (Giordani Soika, 1995)
- Orientalicesa confasciatus Tan & Carpenter, 2018[2]
- Orientalicesa inversa (Giordani Soika, 1995)
- Orientalicesa javana (Giordani Soika, 1995)
- Orientalicesa multicincta (Giordani Soika, 1995)
- Orientalicesa nigra Li, Barthélémy & Carpenter, 2019[7]
- Orientalicesa sabahensis (Giordani Soika, 1995)